# Ten Masked Men
Ten Masked Men (Zehn maskierte Männer) war eine britische Death-Metal-Band, die ausschließlich Coverversionen bekannter Pop-Songs veröffentlichte.

## Bandgeschichte
Ten Masked Men wurde im Jahr 1996 gegründet und löste sich im Jahr 2009 auf. Sie war eine reine Coverband, die Pop- und Rock-Hits von beispielsweise Madonna, Michael Jackson oder Shirley Bassey als Death Metal umsetzte. Die Namen der Alben leiten sich von den Star-Wars-Teilen 1, 2, 4 und 5 ab. (Return of the Jedi, The Empire strikes back;  The Phantom Menace, Attack of the Clones). Auf jedem Album wurde zudem ein James-Bond-Titellied gecovert.

## Diskografie
- Ten Masked Men (1999)
- The Ten Masked Men Strike Back EP (1999)
- Return of the Ten Masked Men (2000)
- The PhanTen Masked Menace (2003)
- Attack of the Ten Masked Men (2008)
- Revenge Of The Ten Masked Men (2014)